# Lahij (província)

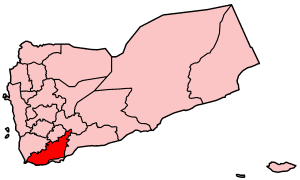
Localização no Iêmen

Lahij é uma província (mohafazah) do Iêmen. Em janeiro de 2004 possuia uma população de 727.203 habitantes.